# Kürmreuth
Kürmreuth ist ein Gemeindeteil und eine Gemarkung der Marktgemeinde Königstein im Oberpfälzer Landkreis Amberg-Sulzbach.

## Geographie
Kürmreuth ist ein altes Kirchdorf mit 250 Einwohnern vier Kilometer nordöstlich von Königstein.

## Geschichte

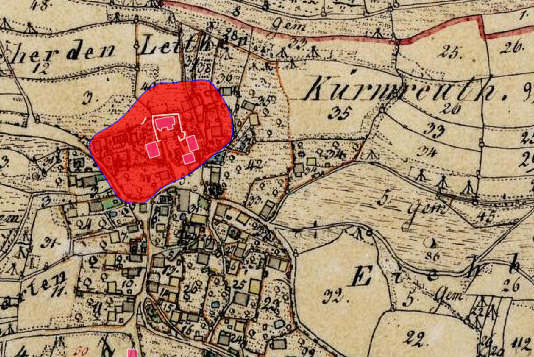
Lageplan der Burg Kürmreuth

Kürmreuth („Churbenriut“) wird als Bamberger Ministerialensitz erstmals 1121 erwähnt. Die Burg Kürmreuth ist abgegangen, Teile der alten Befestigungsanlagen um die örtliche Kirche St. Laurentius aber erhalten. Diese ist eine der 49 Simultankirchen im ehemaligen Herrschaftsgebiet des Pfalzgrafen Christian August von Pfalz-Sulzbach. Er führte ab 1652 das Simultaneum, also die Nutzung einer Kirche durch Evangelische und Katholische ein. Da auch die Einkünfte des Pfarrers halbiert wurden, reichten sie nicht mehr für seinen Unterhalt aus. Damit war das Ende des Pfarrsitzes Kürmreuth besiegelt. Katholischerseits ist Kürmreuth eine Filiale von Königstein, die evangelische Kirchengemeinde hingegen schloss sich Edelsfeld an.
1818 war Kürmreuth eine der mit dem Gemeindeedikt im Königreich Bayern gebildeten Gemeinden im Landgericht Sulzbach. 1838 wurde das Landgericht Vilseck gebildet, dem auch Kürmreuth zugeschlagen wurde. 1862 wurden aus den Landgerichten Vilseck und Amberg das Bezirksamt Amberg gebildet. 
Die Gemeinde Kürmreuth umfasste folgende Orte:
- Kürmreuth
- Birkhof (seit 1. Juli 1972 bei Edelsfeld)
- Kühberg (abgegangen im Truppenübungsplatz Grafenwöhr)
- Röslas

Am 1. Juli 1972 kam Kürmreuth mit Teilen der Nachbargemeinden Namsreuth und Sigras (Hannesreuth) zur Marktgemeinde Königstein.

## Baudenkmäler
In der Liste der Baudenkmäler in Königstein (Oberpfalz) sind für Kürmreuth folgende Baudenkmäler aufgeführt:
- Simultankirche St. Laurentius, Friedhofsmauer mit Schießscharten, Rest der ehemaligen Befestigung, 15./16. Jahrhundert
- Ehemaliges Katholisches Schulhaus
- Ehemaliges Evangelisch-lutherisches Schulhaus
- Ehemaliges Evangelisch-lutherisches Schullehrerhaus
- Mehrere Bildstöcke